# بالادشته (مقاطعة تشرداول)
بالادشته (بالفارسية: بالادشته) هي مستوطنة تقع في قسم هليلان الريفي (مقاطعة تشرداول) في إيران. يقدر عدد سكانها بـ 40 نسمة بحسب إحصاء 2016.